# Kopřivná
Kopřivná är en ort i Tjeckien.   Den ligger i regionen Olomouc, i den östra delen av landet, 180 km öster om huvudstaden Prag. Kopřivná ligger 567 meter över havet och antalet invånare är 288.
Terrängen runt Kopřivná är lite kuperad. Runt Kopřivná är det tätbefolkat, med 266 invånare per kvadratkilometer. Närmaste större samhälle är Šumperk, 9,2 km söder om Kopřivná. I omgivningarna runt Kopřivná växer i huvudsak blandskog.